# ユリウス・エクスター
ユリウス・エクスター（Julius Leopold Bernhard Exter,1863年9月20日 - 1939年10月16日）はドイツの画家、彫刻家である。風景画や人物画を描いた。

## 略歴
ルートヴィヒスハーフェン・アム・ラインの有力な商人の一族の家に生まれた。いとこに建築家のアウグスト・エクスター(August Exter :1858-1933)がいる。マンハイムで教育を受けた後、1881年にミュンヘン美術院に入学し、同い年の画家、フランツ・フォン・シュトゥックと親しくなった。シュトゥックに誘われて野外の写生を好むようになった。1892年にシュトゥックらによって結成されたミュンヘン分離派の創設メンバーに加わった。
1898年にダルムシュタットの美術出版者の娘で画家のJudith Anna Köhlerと結婚し、画家になったJudith (1900–1975)や Karl (1902–1982)が生まれるが1917年に離婚した。
1902年にミュンヘン美術院の正教授(Titular-Professor)、名誉会員になった。1902年にキーム湖の湖畔に邸を買い、スタジオも作った。この屋敷はエクスターの娘の没後、1972年に州政府に寄付されて、博物館、美術館、Künstlerhaus Exterとして一般公開されている。

## 作品

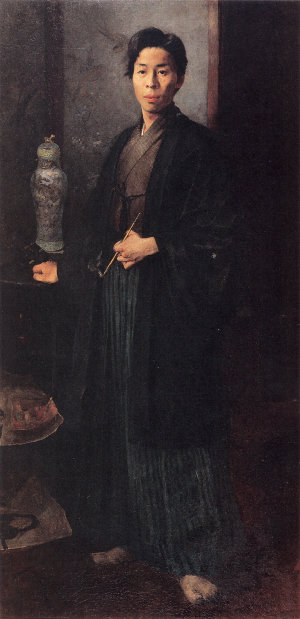
画家、原田直次郎の肖像画(c.1884/1885)
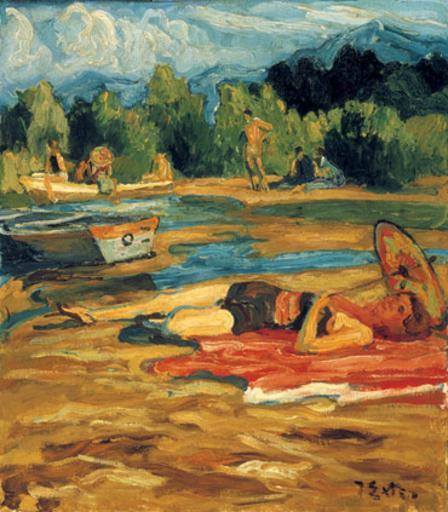
水浴者
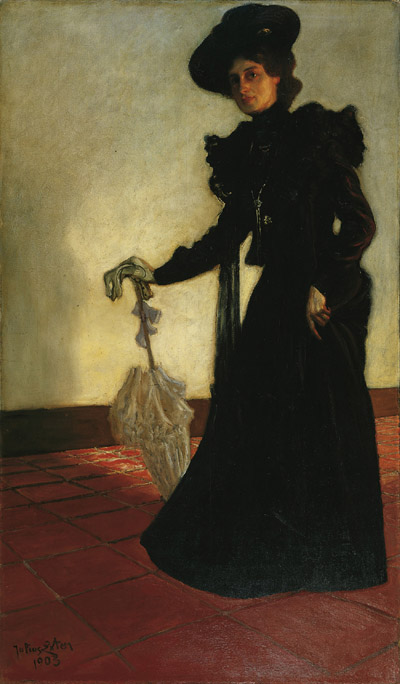
Juliet Brown-Melms画家
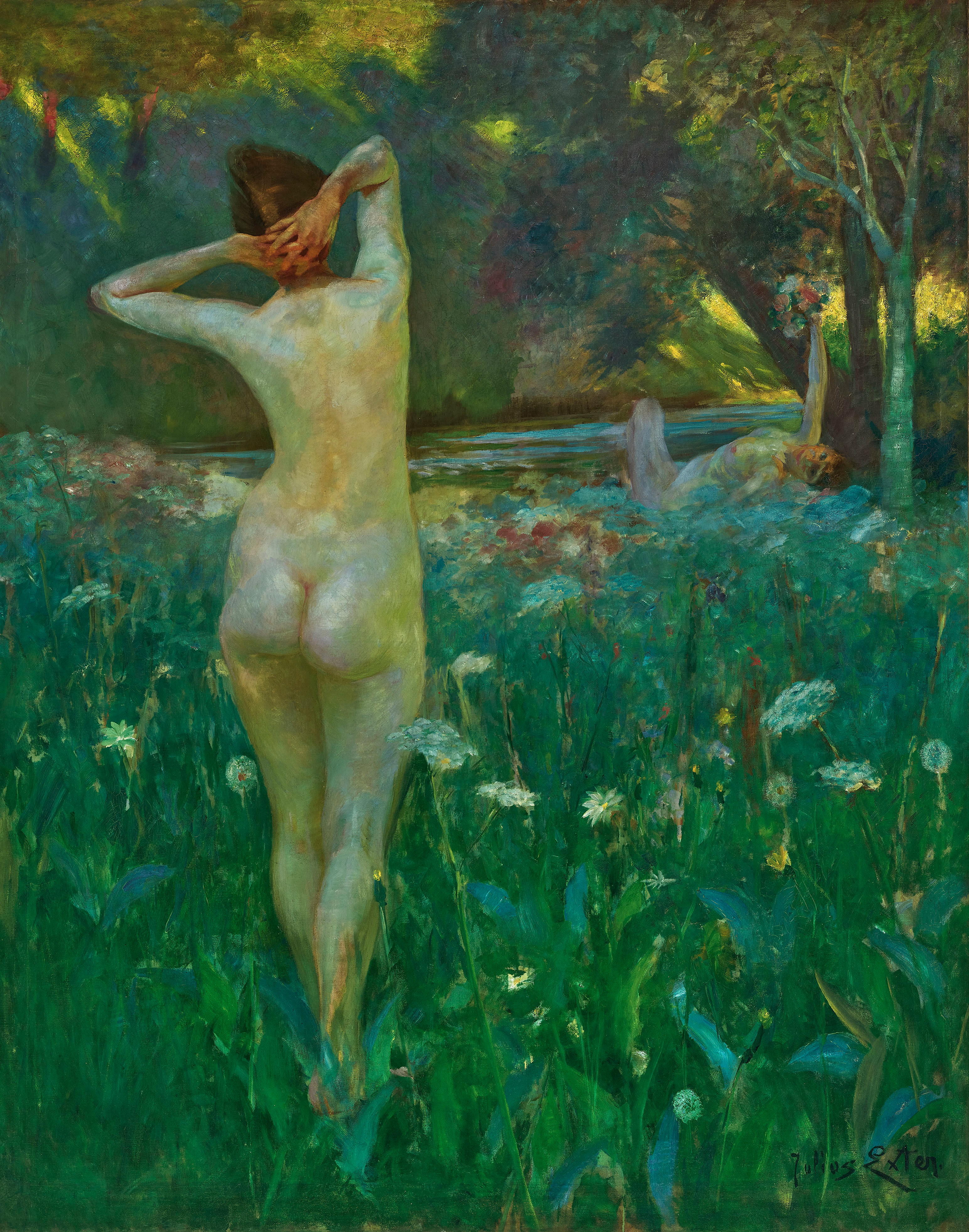
夏

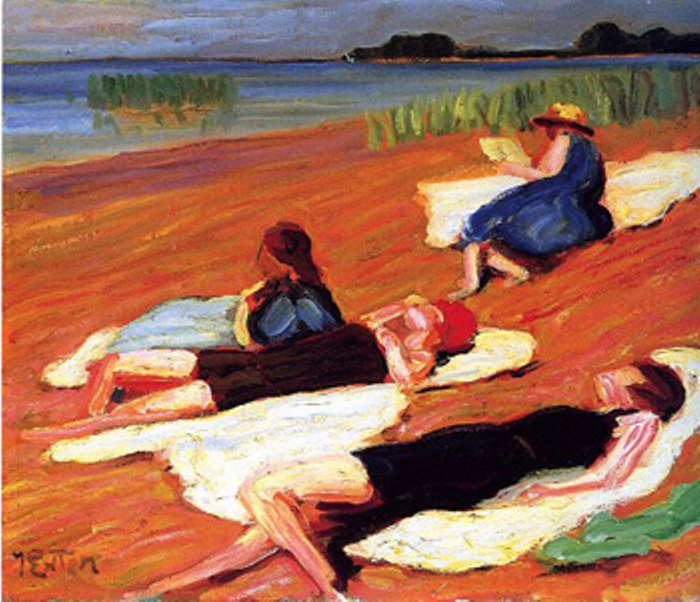
海で
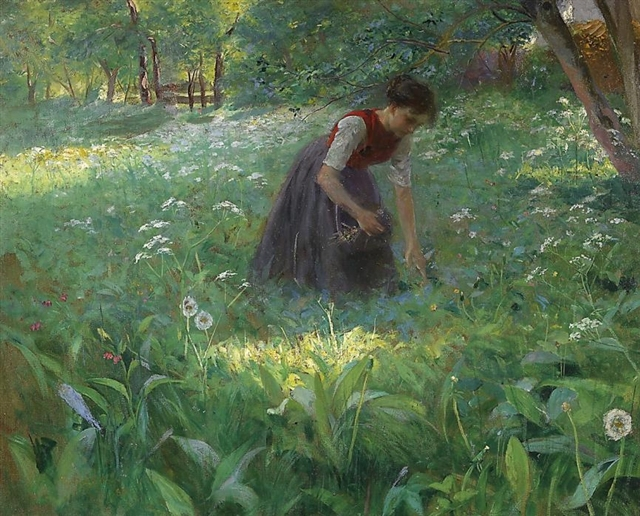
夏の雑木林で
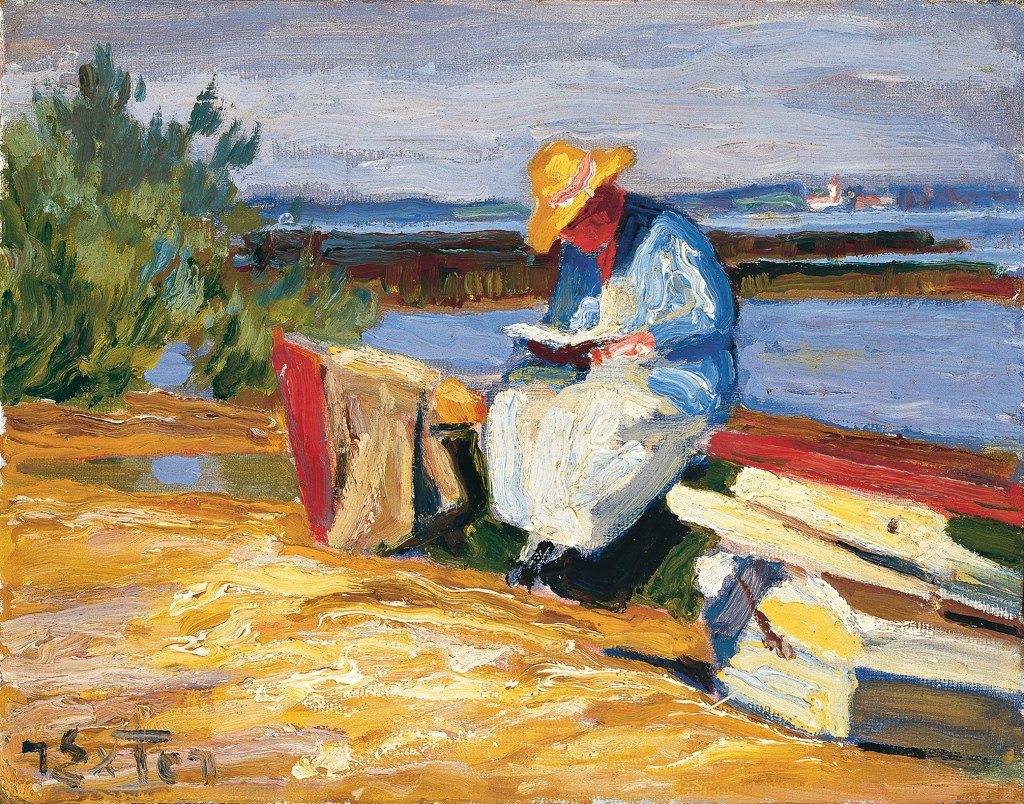
キーム湖畔のボートで本を読む女性